# 木下愛未
木下 愛未（きのした まなみ、1984年7月7日 - ）は、神奈川県出身のタレント、モデル、グラビアアイドルである。アート・エージェンシー所属。

## 人物
- 趣味や特技に、旅行、ゴルフ、書道、ネイルアート、コーラの早飲み、わさびのチューブ食いがある。
  - 書道に関しては、四段である[1]。
- 妹が1人いる [2]。
- 2013年2月、一般男性と結婚[3]。
- 2014年3月7日に、3428グラムの女の子を出産[4]。
- 2016年5月20日、第2子男児を出産[5]。
- 2019年2月、離婚[6][7]。

## 主な出演

### テレビ
- NHK:「あさイチ」
- EX:「ロンドンハーツ」「お願い!ランキング」
- NTV:「汐留スタイル」「女神のハテナ」
- CX:「月の恋人〜Moon Lovers〜」「ジャンクスポーツ」「SMAP×SMAP」「ココリコミラクルタイプ」「くちこみっ!SP」「エチカの鏡」「くちこみっ!年末SP」
- KTV:「あるある大事典」
- TBS「ホリさまぁ〜ず」（2010年1月12日）「マルさまぁ〜ず」（2010年5月19日、6月30日）
- GTV:「きずな」レギュラー出演（2011年1月1日スタート【毎週土曜日23：00】）

### 雑誌
- 『週刊SPA!』（扶桑社)グラビア
- 『BOMB』（学習研究社）グラビア
- 『J-LUG』（三栄書房）表紙・グラビア
- 『アメ車マガジン』（新アポロ出版)表紙・グラビア
- 『ホットウォータースポーツマガジン』（ネコパブリッシング）表紙・グラビア
- 『カスタムスクーター』（造形社）表紙・グラビア
- 『月刊バイクガイド』（アキュレ）表紙
- 『DVDデータ』（角川マガジンズ）
- 『EX MAX! SPECIAL』（ぶんか社）グラビア
- 『カスタムバーニング』（造形社）
- 『週刊大衆』（双葉社）グラビア
- 『411』（三栄書房）
- 『CARトップ』（交通タイムス社）グラビア
- 『ドリフト天国』（三栄書房）DVD
- 『カワサキバイクマガジン』（クレタパブリッシング）
- 『バイキチ』（イージーパブリッシング）
- 『ダビキチ』（イージーパブリッシング）
- 『月刊ガルル』（バイクブロスマガジンズ）
- 『夕刊フジ』（産経新聞社）

### WEB・モバイル
- 『木下愛未』公式モバイルサイト（３キャリア対応）
- 『ZAKZAK』
- 『ムービーフル』
- 『どるばこ』
- 『山本晋也のランク10国』「ART AGENCYな女たち」
- 『ミート・ザ・ガール』
- 『あっ！とおどろく放送局』
- 『アイドル・グラビアDX』
- 『素肌の告白』
- 『素顔の告白』
- 『美人タッチ』

### CM・イメージガール
- 『ケープ』（花王）TVCM
- 『AXE』（ユニリーバジャパン）WEBCM
- 『VISITEC』2009・2010イメージガール
- 『JLUG』2009・2010イメージガール
- 『カワサキバイクマガジン』2009イメージガール

### イベント
- 東京オートサロン2009・2010 JLUG×ユニバーサルエアーブース
- 東京モーターサイクルショー2010 SUZUKIブース
- 東京ゲームショウ2010 カプコンブース
- 東京モーターショー2011 日信工業ブース
- 東京オートサロン2011・2012・2013 BOOM CRAFTブース

## DVD
- 『PRECIOUS CUTIE 木下愛未』1st.DVD 2009年7月29日発売
- 『ROSE HIP 木下愛未』2nd.DVD　2010年7月末発売

## CD-ROM
- GIRLS TRAIN 動画付写真集 No.189 木下愛未 2009年8月21日発売